# Libysche Botschaft (Bonn)

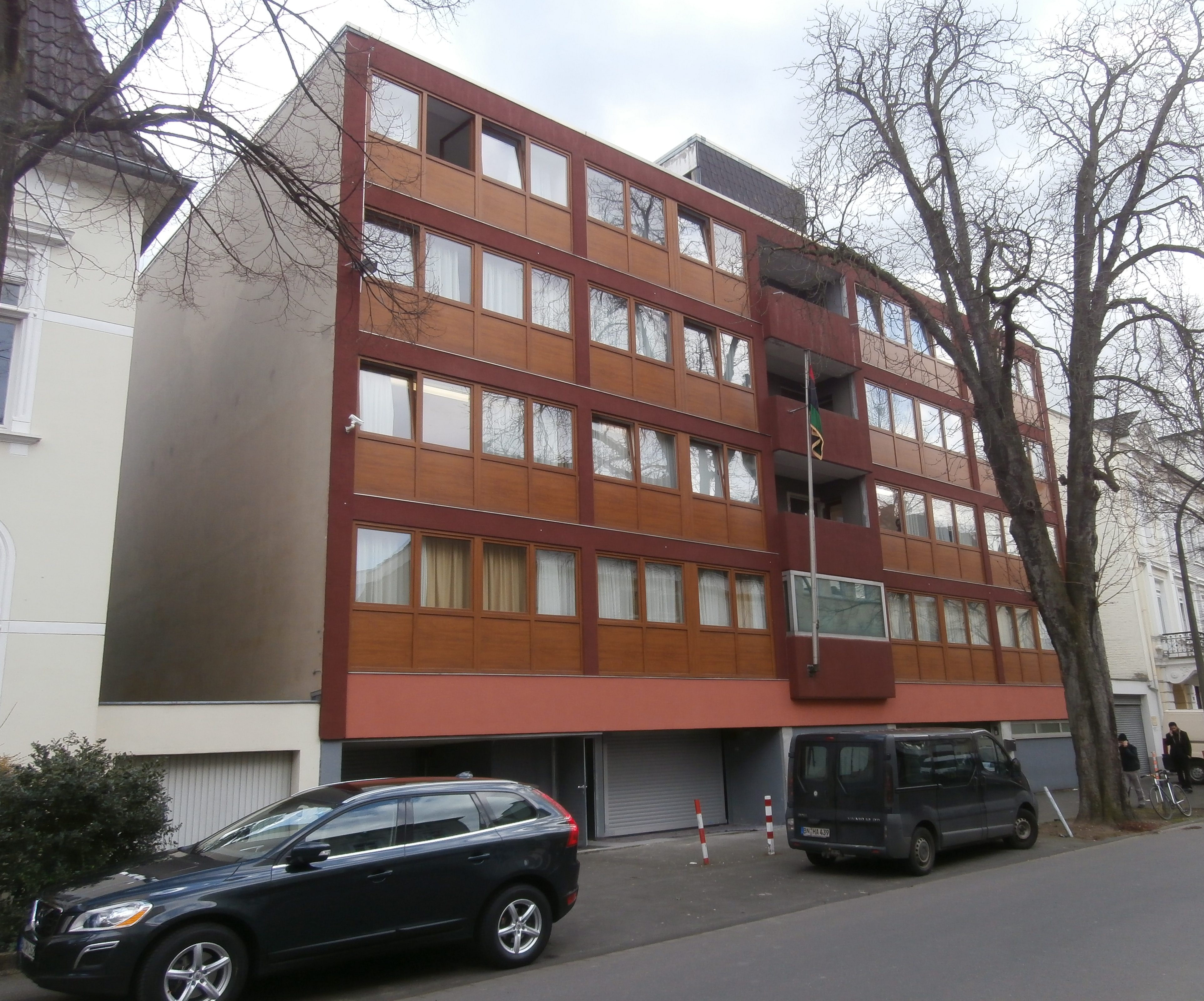
Außenstelle der libyschen Botschaft, Beethovenallee 12a (2014)

Die Botschaft von Libyen in der Bundesrepublik Deutschland hatte von 1976/77 bis 2001 ihren Sitz im Bonner Stadtbezirk Bad Godesberg. Das ehemalige Kanzleigebäude der Botschaft befindet sich im Ortsteil Godesberg-Villenviertel an der Beethovenallee (Hausnummer 12a) und war von 2013/14 bis 2018 wieder Standort einer Außenstelle der Botschaft.

## Geschichte
Nach der Aufnahme diplomatischer Beziehungen mit der Bundesrepublik Deutschland am 5. Juni 1961 eröffnete das Königreich Libyen zum 15. September des Jahres eine Botschaft am Regierungssitz Bonn, die die zuvor für das Land von der Königlich Britischen Botschaft und den Britischen Konsulaten ausgeübten konsularischen Funktionen übernahm. Die Kanzlei der Botschaft war zunächst an der Koblenzer Straße 115 (heute Adenauerallee) am Nordrand des Parlaments- und Regierungsviertels in Bonn beheimatet. Die Residenz der Botschaft, Wohnsitz des Botschafters, befand sich anfänglich im Ortsteil Venusberg (Waldauweg 11); sie wurde bereits bis 1964 nach Beuel ans Rheinufer (Uferstraße 17, heute Rheinaustraße) und bis 1966 nach Bad Godesberg (Arndtstraße 14, heute Am Arndtplatz) verlegt. Die Botschaftskanzlei zog 1966 in die Bonner Südstadt (Argelanderstraße 1) um. Als Residenz der Botschaft diente ab 1969 ein Anwesen im Bonner Ortsteil Gronau (Sträßchensweg 30), ab 1975 eines im Bad Godesberger Ortsteil Schweinheim (Belderbuschstraße 1). 1976 erwarb Libyen das vierstöckige Gebäude Beethovenallee 12a in Bad Godesberg, dem seinerzeitigen Schwerpunkt der diplomatischen Vertretungen, und verlegte seine Botschaftskanzlei bis zum darauffolgenden Jahr dorthin. Von der libyschen Botschaft aus wurden seinerzeit auch Moscheen im Bundesgebiet betreut und finanziell unterstützt.
Nach Einführung einer neuen Verfassung und Deklaration der Sozialistischen Arabischen Volksrepublik (1977) wurde die Botschaft in Bonn gemeinsam mit anderen libyschen Botschaften am 1. September 1979 bezugnehmend auf die Staatsdoktrin der direkten Demokratie in „Volksbüro“ umbenannt und anstelle des Botschafters mit einem sechsköpfigen – in Bonn tatsächlich fünfköpfigen – „Volkskomitee“ besetzt, dessen einzelne Mitglieder für bestimmte Bereiche zuständig waren und von den libyschen Staatsbürgern in der Bundesrepublik gewählt wurden. Als Geschäftsträger a. i. fungierte ein als Sekretär des Volkskomitees im Volksbüro bezeichnetes Mitglied. Die Residenz im Ortsteil Schweinheim (Belderbuschstraße 1) diente nun als Wohnhaus dieses Sekretärs. Am 13. November 1982 soll es dort während eines Treffens des libyschen Studentenverbandes zu einer Folterung zweier Studenten durch die Mitglieder des Volkskomitees gekommen sein, um ein Geständnis zu erpressen oder die Namen im Ausland lebender oppositioneller Libyer zu erfahren. Entsprechende staatsanwaltschaftliche Ermittlungen begannen im Dezember 1983. Am 9. April 1986 wies die Bundesregierung auf Wunsch der USA in Folge des Anschlags auf die Diskothek La Belle in Berlin zwei Angehörige des libyschen Volksbüros aus. Das Volksbüro in Bonn galt seinerzeit als ein Ausgangspunkt des internationalen Terrorismus. Libyen verfügte in Bonn auch über ein der Botschaft unterstehendes Gesundheitsbüro im Ortsteil Gronau (Sträßchensweg 20).
In Folge der Verlegung des Regierungssitzes nach Berlin (1999) zog das libysche Volksbüro im Dezember 2001 dorthin um. Im vormaligen Botschaftsgebäude in Bonn wurde daraufhin ein Generalkonsulat mit dem Konsularbezirk Nordrhein-Westfalen belassen, das Anfang 2007 geschlossen wurde. Es folgte ein mehrjähriger Leerstand des Gebäudes, bis dort 2013/14 wieder eine Außenstelle der Botschaft eingerichtet wurde, die aus einem Gesundheitsbüro – mit der Aufgabe der Betreuung libyscher Staatsbürger, die sich in Deutschland einer medizinischen Behandlung unterziehen lassen möchten – bestand und zuletzt mit einem Beigeordneten Attaché besetzt war (Stand: September 2018). Im September/Oktober 2018 wurde die Außenstelle geschlossen.